# Luk thung
Luk thung (taj. ลูกทุ่ง „piosenka dziecka z pola”) – popularny styl muzyki w Tajlandii. Termin jest skróconą formą wyrażenia pleng Luk Thung. Piosenki zazwyczaj odzwierciedlają trudności życia codziennego biedoty wiejskiej. Tempo jest powolne, a śpiewający mają wyrazisty, wibrujący głos. Styl porównywany czasem z muzyką country.

## Wykonawcy
- Pongsri Woranuch (działalność: 1950)
- Suraphol Sombatcharoen (działalność: 1951–1968)
- Saeng-Suri Rungroj (działalność: 196?–197?)
- Sornkiri Sriprajuab (działalność: 196?–1972)
- Buppha Saichon (działalność: 196?–1990)
- Sangthong Seesai (działalność: 196?–1982)
- Chai Mueangsing (działalność: od 196?)
- Waiphot Phetsuphan (działalność: od 196?)
- Sayan Sanya (działalność: 1975–2013)
- Yodrak Salakjai (działalność: 1975–2008)
- Sornchai Mekwichian (działalność: 197?)
- Pumpuang Duangjan (działalność: 1980–1992)
- Chalermpol Malakham (działalność: od 1981)
- Siriporn Ampaipong (działalność: od 1981)
- Sunaree Ratchasima (działalność: od 1984)
- Santi Duangsawang (działalność: 1984–2016)
- Honey Sri-Isan (działalność: 1986–1992)
- Jintara Poonlarp (działalność: od 1987)
- Fon Tanasoontorn (działalność: od 1988)
- Ki Daophet Nouhouang (działalność: od 1994)
- Maithai Huajaisin (działalność: od 1994)
- Tossaphol Himmaphan (działalność: od 1995)
- Yui Yatyer (działalność: od 1995)
- Mike Phiromphon (działalność: od 1995)
- Got Jakrapun Abkornburi (działalność: od 199?)
- Monsit Khomsoi (działalność: od 199?)
- Duangta Kongthong (działalność: od 1999)
- Tai Orathai (działalność: od 1999)
- Jonas Anderson (działalność: od 2000)
- Christy Gibson (działalność: od 2001)
- Phai Phongsathon (działalność: od 2008)
- Monkaen Kaenkoon (działalność: od 2008)
- Takkatan Cholada (działalność: od 2009)